# Шимковцы (Белогорский район)
Шимковцы (укр. Шимківці) — село в Белогорской поселковой общине Шепетовского района Хмельницкой области Украины.
Население по переписи 2001 года составляло 454 человека. Почтовый индекс — 30215. Телефонный код — 3841. Занимает площадь 0,152 км². Код КОАТУУ — 6820385003.
До июля 2020 года село находилось в составе Белогорского района.
В июне 2020 года Шимковцы вошли в состав новой территориальной общины — Белогорской поселковой общины.
17 июля 2020 года, в результате административно-территориальной реформы и ликвидации Белогорского района, село вошло в состав укрупнённого Шепетовского района.

## Местный совет (до 2020 года)
30215, Хмельницкая обл., Белогорский р-н, с. Курьянки, ул. Десятинская, 28